# 刘志丹
刘志丹（1903年10月4日—1936年4月14日），原名刘景桂，字志丹，陕西省保安县（今志丹县）人。哥老會成員。中国工农红军将领，共产主义革命家。
刘志丹早年考入黄埔军校第四期学习，加入中国共产党，后在冯玉祥国民军从事政治工作。1928年，他领导渭华起义，此后开辟陕甘边、陕北、陕甘根据地，先后担任中国工农红军陕甘游击队副总指挥、总指挥，红二十六军二团政治处长、参谋长，四十二师参谋长、师长，陕甘边革命军事委员会主席等职。1935年十月，
刘志丹在肃反运动中遭受迫害，中央红军长征到陕甘根据地后，刘获得平反昭雪。1935年起，他先后担任红十五军团副军团长兼参谋长、红二十八军军长等职。1936年4月14日，在东征战役中，刘志丹率部进攻山西省中阳县三交镇时阵亡。

## 生平

### 早年投身革命
1903年10月4日，刘志丹出生于于陕西省保安县金丁镇。1922年，考入榆林中学学习，与魏野畴、李子洲等共产党员教师交往甚密。1923年，当选为榆林中学学生自治会长，积极组织学生活动。1924年，由王德三介绍加入中国社会主义青年团。1925年，同高岗参与组织横山一高的学潮，转入中国共产党。1926年，刘志丹入黄埔军校第四期学习。毕业后，被派往冯玉祥国民军工作，任第四路军政治处长。随军援救西安，进攻刘镇华，东出潼关，配合北伐战争。1927年四一二事件后，他与刘伯坚、邓小平等共产党员被冯玉祥驱逐出境，后在中共陕西省委从事秘密工作。

### 第一次国共内战时期
1928年1月，刘志丹与唐澍、谢子长到达洛南县，任共产党员许权中任旅长的陕军新编第3旅参谋主任。不久，率一批干部到豫陕边界地区开展农民运动，培训赤卫队骨干。5月，参与领导了以新3旅为骨干力量的渭华起义，任西北工农革命军军事委员会主席。渭华起义失败后，他回到陕北，任中共陕北特委军委书记，主持特委工作。在红石峡会议上，他提出了通过白色、灰色、红色三种形式开展武装斗争的策略。
1929年7月，刘志丹出任陕西省委候补常委。后到陕甘边界从事兵运工作，领导创建了南梁游击队。1931年10月，和谢子长等将南梁游击队与阎红彦、吴岱峰所率陕北游击支队合编为西北反帝同盟军。1932年2月，刘志丹任西北反帝同盟军副总指挥兼第二大队队长。2月，西北反帝同盟军改编为中国工农红军陕甘游击队，先后任总指挥、三支队队长，率部建立以照金、南梁为中心的陕甘边苏区。年底，红二十六军二团成立，任政治处长、参谋长。后在左倾路线影响下，红二团南下失败，刘志丹等辗转回到照金，出任陕甘边红军临时总指挥部参谋长。11月后，任红二十六军四十二师参谋长、师长。
1934年5月，刘志丹任陕甘边革命军事委员会主席，指挥红四十二师与红军游击队击溃国军围剿，建立苏维埃政权。1935年2月，刘志丹先后出任中共西北工委委员、西北革命军事委员会主席、前敌总指挥，统一指挥红二十六军、红二十七军，率领红军先后占领安定、延长、延川、安塞、靖边、保安六座县城。1935年9月，红二十五军到达陕北，组成红十五军团，刘志丹任副军团长兼参谋长，参与指挥了劳山战役，消灭东北军110师。10月初，与高岗、习仲勋、马文瑞等在戴季英主导的肃反中被逮捕，刘志丹遭严刑拷打，红26军营级以上、陕甘边地方县级以上干部全部遭到关押，习仲勋差点被活埋。中央红军到达陕北后，由博古领导的党务委员会负责解决当地肃反问题，刘志丹等被释放。此后，刘志丹先后任西北革命军事委员会后方办事处副主任和瓦窑堡警备司令、红军北路军总指挥、西北军委委员。1935年12月，出任红二十八军军长。

### 逝世
1936年2月，刘志丹率红二十八军参加东征战役，由罗峪口附近东渡黄河，挺进晋西北。4月14日，红军回师途中，率部攻打山西中阳县三交镇（今属柳林县），刘志丹在战斗中阵亡。1936年4月24日，中共中央在瓦窑堡举行追悼大会哀悼刘志丹，毛泽东题词：“群众领袖，民族英雄”。6月，中共中央决定将保安县改为志丹县。
1962年，《工人日报》开始连载刘志丹弟弟刘景范之妻李建彤写作的长篇小说《刘志丹》，被康生认为是替高岗翻案，引发“反党小说《刘志丹》案”，习仲勋、贾拓夫及刘景范被打成反党集团。1994年8月，刘志丹被中共评为中国人民解放军军事家。2009年9月14日，刘志丹被评为“100位为新中国成立作出突出贡献的英雄模范人物”之一。

## 纪念

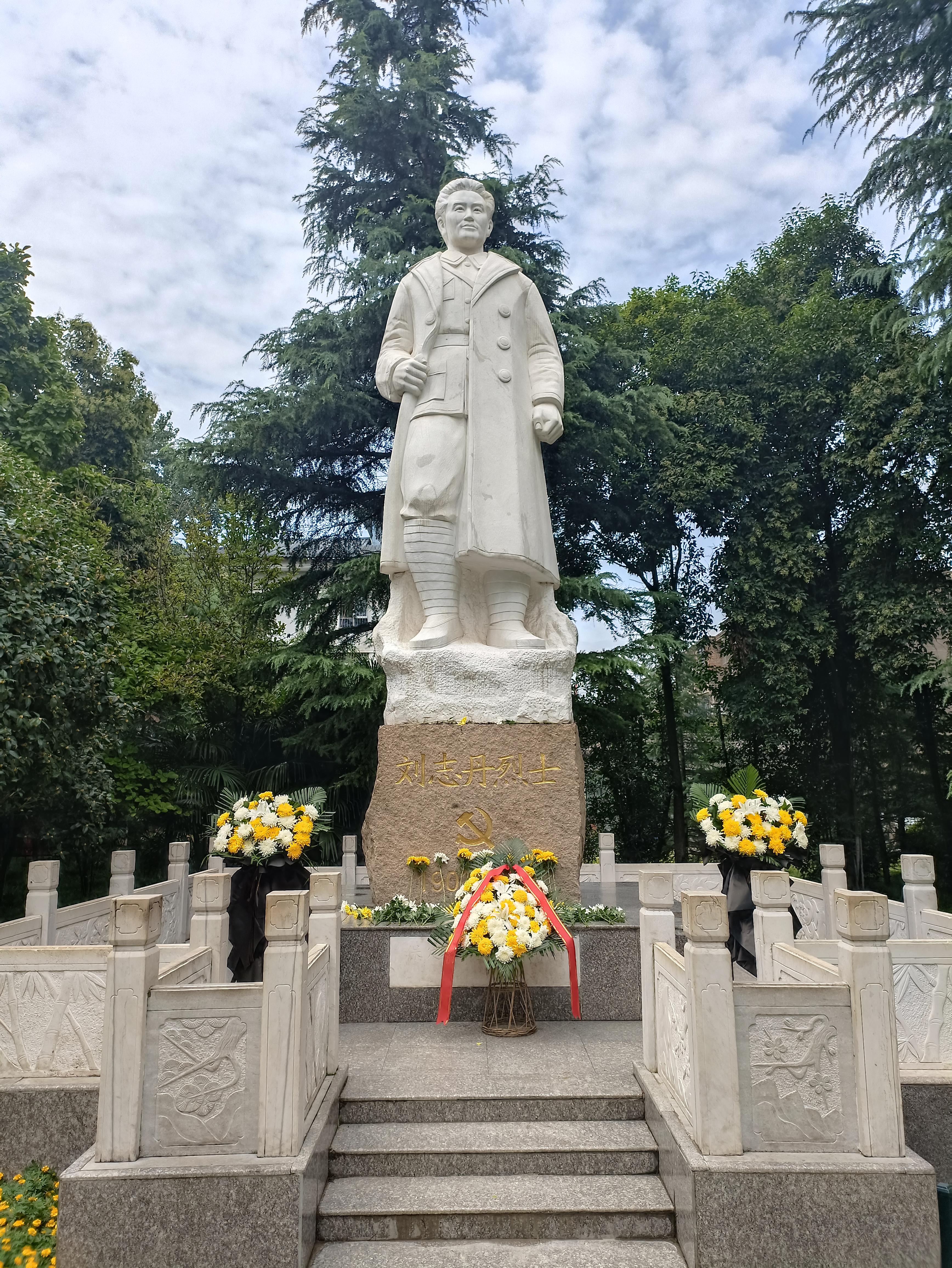
西安革命公园内的刘志丹雕像

- 西安市革命公园内有刘志丹烈士雕像。
- 陕西志丹县刘志丹烈士陵园有刘志丹巨石雕像。